# Dichaea galeata
Dichaea galeata är en orkidéart som beskrevs av Dodson. Dichaea galeata ingår i släktet Dichaea och familjen orkidéer.
Artens utbredningsområde är Ecuador. Inga underarter finns listade i Catalogue of Life.